# کیزومبا
کیزومبا (انگلیسی: Kizomba) رقص و گونه‌ای موسیقی است که ریشهٔ آن به آنگولا در دههٔ ۱۹۷۰ میلادی می‌رسد. کیزومبا در زبان کیمبوندو که در آنگولا دارای گویشورانی است، به معنای «میهمانی» است.

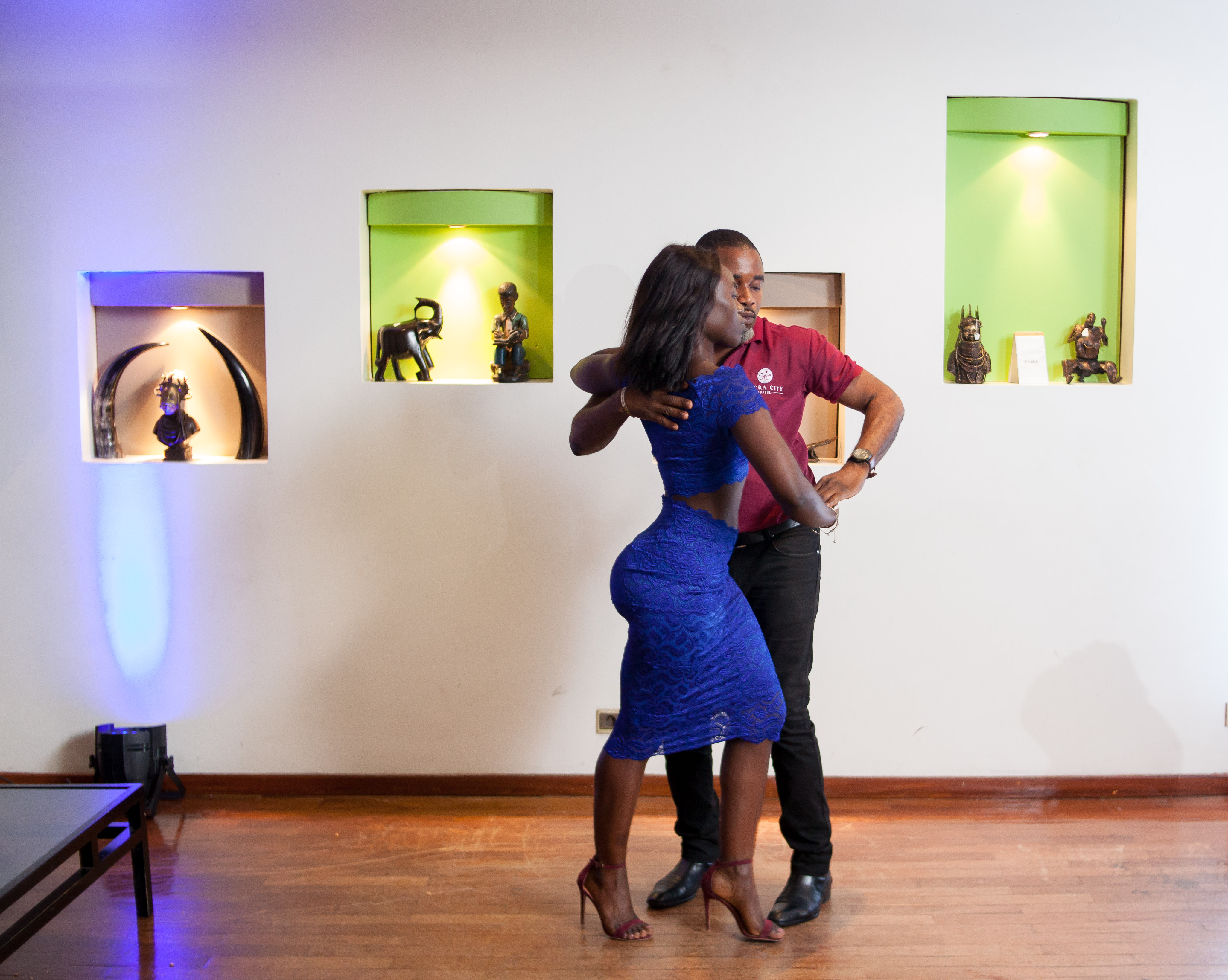
زوجی به رقص کیزومبا می‌پردازند

کیزومبا رقصی دونفره و با حرکات آرام و متناوب می‌باشد. موسیقی آن نیز معمولاً به زبان پرتغالی است. در سال‌های گذشته، علاقه‌مندان این رقص به ترویج آن در کشورهای دیگر جهان پرداخته‌اند.